# 豐隆穴
豐隆穴是属于足陽明胃經的腧穴，是胃經的絡穴。

## 定位
外踝尖上8寸，條口穴外側，距脛骨前緣二橫指。

## 主治
痰飲、咳嗽、胸痛、便秘、嘔吐、癲狂、下肢痿痺等。

## 操作
直刺1～1.5寸，可灸。